# Kommunistische Arbeitsgemeinschaft
Die Kommunistische Arbeitsgemeinschaft (KAG) war eine von 1921 bis 1922 existierende Abspaltung der Kommunistischen Partei Deutschlands (KPD), die infolge der Kritik am KPD-geführten Märzaufstand von 1921 entstand. Geführt wurde sie vom ehemaligen KPD-Vorsitzenden Paul Levi.

## Entwicklung der KAG
In der Broschüre Unser Weg. Wider den Putschismus hatte Levi die putschistische Taktik der KPD beim Märzaufstand 1921, die sogenannte „Offensiv-Theorie“, öffentlich kritisiert. Nachdem er diese Kritik an der deutschen und der internationalen Leitung der Kommunisten aufrechterhalten hatte, wurde er auf Betreiben der Mehrheit der Komintern-Führung um Sinowjew und der Mehrheit des Parteivorstandes aus der KPD ausgeschlossen. Die Mehrheit der Reichstagsfraktion unterstützte hingegen Levis Kritik. Lenin bedauerte, dass Levi als „Abweichler“ endete: „Levi hat den Kopf verloren. Er war allerdings der einzige in Deutschland, der einen zu verlieren hatte.“ Levi und andere aus der VKPD Ausgeschlossene und Ausgetretene wie der Co-Vorsitzende Ernst Däumig sowie Adolph Hoffmann, Bernhard Düwell, Otto Brass und Richard Müller schlossen sich zur Kommunistischen Arbeitsgemeinschaft (KAG) zusammen. Clara Zetkin, welche die Kritik Levis teilte, trat von ihren Vorstandsämtern zurück, blieb aber in der KPD.

### Aufspaltung 1922
Das Gros der KAG fusionierte im Frühjahr 1922 wieder mit der Unabhängigen Sozialdemokratischen Partei (USPD), von der sich die KPD im Dezember 1918 abgespalten hatte. Mit der großen Mehrheit der USPD-Mitglieder schloss sich auch ein Großteil der ehemaligen KAG-Mitglieder Ende 1922 der SPD an, wenige wie Paul Wegmann oder Oskar Rusch verblieben in der „Rest-USPD“. Einige KAG-Mitglieder wie die vier Reichstagsabgeordneten Georg Berthelé, Emil Eichhorn, Heinrich Malzahn und Hermann Reich gingen nicht diesen Weg mit, die drei Erstgenannten kehrten in die KPD zurück, Reich wurde zunächst Hospitant der KPD-Fraktion.

### KAG Nr. 2
Die kurzlebige, 1926 gegründete „ultralinke“ KPD-Abspaltung um die Landtagsabgeordneten Otto Geithner, Agnes Schmidt und Hans Schreyer in Thüringen stand in keiner organisatorischen oder programmatischen Kontinuität zur von 1921 bis 1922 bestehenden KAG. Bei den Landtagswahlen 1927 erzielte sie 0,47 Prozent der Stimmen. Unter Geithner erfolgte für einige Zeit eine Zusammenarbeit mit Karl Korsch. Später schloss sich die Gruppe der Sozialistischen Arbeiterpartei Deutschlands an.